# Abra Pampa
Abra Pampa is een plaats in het Argentijnse bestuurlijke gebied Cochinoca in de provincie Jujuy. De plaats telt 9425 inwoners.